# Pogonatum schmitzii
Pogonatum schmitzii là một loài Rêu trong họ Polytrichaceae. Loài này được (Lorentz) Besch. miêu tả khoa học đầu tiên năm 1872.